# 1078
| 1078               |
| ------------------ |
| Dødsfald - Fødsler |
|                    |

| Gregoriansk kalender | 1078 MLXXVIII           |
| Ab urbe condita      | 1831                    |
| Armensk kalender     | 527 ԹՎ ՇԻԷ              |
| Kinesiske kalender   | 3774 – 3775 丁巳 – 戊午 |
| Etiopisk kalender    | 1070 – 1071             |
| Jødisk kalender      | 4838 – 4839             |
| Hindukalendere       |                         |
| - Vikram Samvat      | 1133 – 1134             |
| - Shaka Samvat       | 1000 – 1001             |
| - Kali Yuga          | 4179 – 4180             |
| Iransk kalender      | 456 – 457               |
| Islamisk kalender    | 470 – 471               |

Konge i Danmark: Harald 3. Hen 1076-1080
Se også 1078 (tal)